# Les Chevaux de l'espoir

Les Chevaux de l'espoir (The Horses of McBride) est un téléfilm canadien réalisé par Anne Wheeler et diffusé le 3 avril 2013 sur M6.

## Synopsis
Au cours du sauvetage de deux touristes imprudents, Matt Davidson et son fils découvrent deux chevaux très mal en point, piégés par la neige dans la montagne. Tout un village se mobilise pour les sauver.

## Fiche technique
- Titre original : The Horses of McBride
- Réalisation : Anne Wheeler
- Scénario : Anne Wheeler
- Photographie : Peter F. Woeste
- Musique : Louis Natale
- Durée : 120 min
- Pays :  Canada

## Distribution
- Aidan Quinn (VF : Michel Dodane) : Matt Davidson
- Mackenzie Porter : Nicki Davidson
- Kari Matchett (VF : Juliette Degenne) : Avril Davidson
- Edward Ruttle : Kenny Davidson
- Scott Hylands : Preston
- Caroline Cave : Fiona
- Greyston Holt : Simon Senegal
- Lloyd Robertson : Lui-même - Présentateur
- Patrick Gilmore : Winston
- Anand Rajaram : Docteur Kumar